# Branded entertainment
Branded entertainment, também conhecido por branded content, advertainment e conteúdo de marca, é uma poderosa ferramenta de comunicação publicitária, que conjuga o entretenimento com uma marca num determinado formato, quer seja para TV, rádio, mídia impressa, internet, eventos ou espectáculos.
O objetivo principal é dar às marcas a oportunidade de promoverem a sua identidade, os seus produtos ou os seus serviços, junto dos seus públicos-alvo de um modo direcionado e impactante. Combinando o conteúdo dos formatos com os objetivos das marcas, o branded content cria e estimula laços entre as empresas e os consumidores, ativando a comunicação através do entretenimento. É uma forma de acabar com a divisão entre o comercial e o entretenimento. Mais do que um conteúdo meramente publicitário, o conceito de branded content visa o equilíbrio entre o que a marca deseja comunicar e o que o consumidor deseja encontrar, produzindo sentido a partir do conteúdo. 
O branded entertainment, por meio de uma interação direta com o consumidor, foge das formas tradicionais da publicidade. As vantagens desta inovadora ferramenta são que o consumidor tem total controle sobre sua experiência com a marca. E, por apresentar uma carga emocional muito mais intensa do que as tradicionais, o branded content faz com que a marca permaneça por muito mais tempo na mente do consumidor e quase sempre de uma maneira positiva. Ao contrário da publicidade, que é intromissiva e que não é buscada pelo público, o branded content é o protagonista de seu show, o conteúdo em si é baseado na marca. Assim, passa a existir uma demanda por este conteúdo da marca.
A relação marca-consumidor é fortalecida, mantendo-se em um nível alto de consideração e fidelidade. É também uma forma de se diferenciar e sobressair em relação às outras marcas, altamente eficaz para marcas novas no mercado. Alinha-se os valores da marca aos do consumidor e, a partir disto, faz a escolha dos canais de comunicação mais interessantes para o público alvo. Como disse Adir Assad, "O Branded Entertainment gera o share of heart", contrapondo-se ao conceito de share of mind gerado pela propaganda convencional. Chris Hackley afirmou: “Os produtos já não são simplesmente 'colocados'. Eles são transformados em conteúdo de entretenimento abrindo caminho para o possível estabelecimento de uma ligação emocional mais forte com o consumidor”.
Não devemos, entretanto, confundir o branded content com estratégias de marchandising, nas quais a marca apenas patrocina o conteúdo. Muitos confundem branded entertainment com, por exemplo, o product placement, onde um determinado produto ou serviço surge integrado no contexto do conteúdo. Um exemplo de sucesso de product placement seria da marca Wilson no filme Náufrago.